# 9792 Nonodakesan
9792 Nonodakesan este o planetă minoră (asteroid), cu un diametru de 8,266 km, din centura de asteroizi. A fost descoperită pe 23 ianuarie 1996 la Observatorul Ōizumi de Takao Kobayashi. 
Obiectul prezintă o orbită caracterizată de o semiaxă mare de 2,3602474 UAi, o excentricitate de 0,15, o înclinație de 11,19731 ° în raport cu ecliptica.